# Filialkirche Putschall

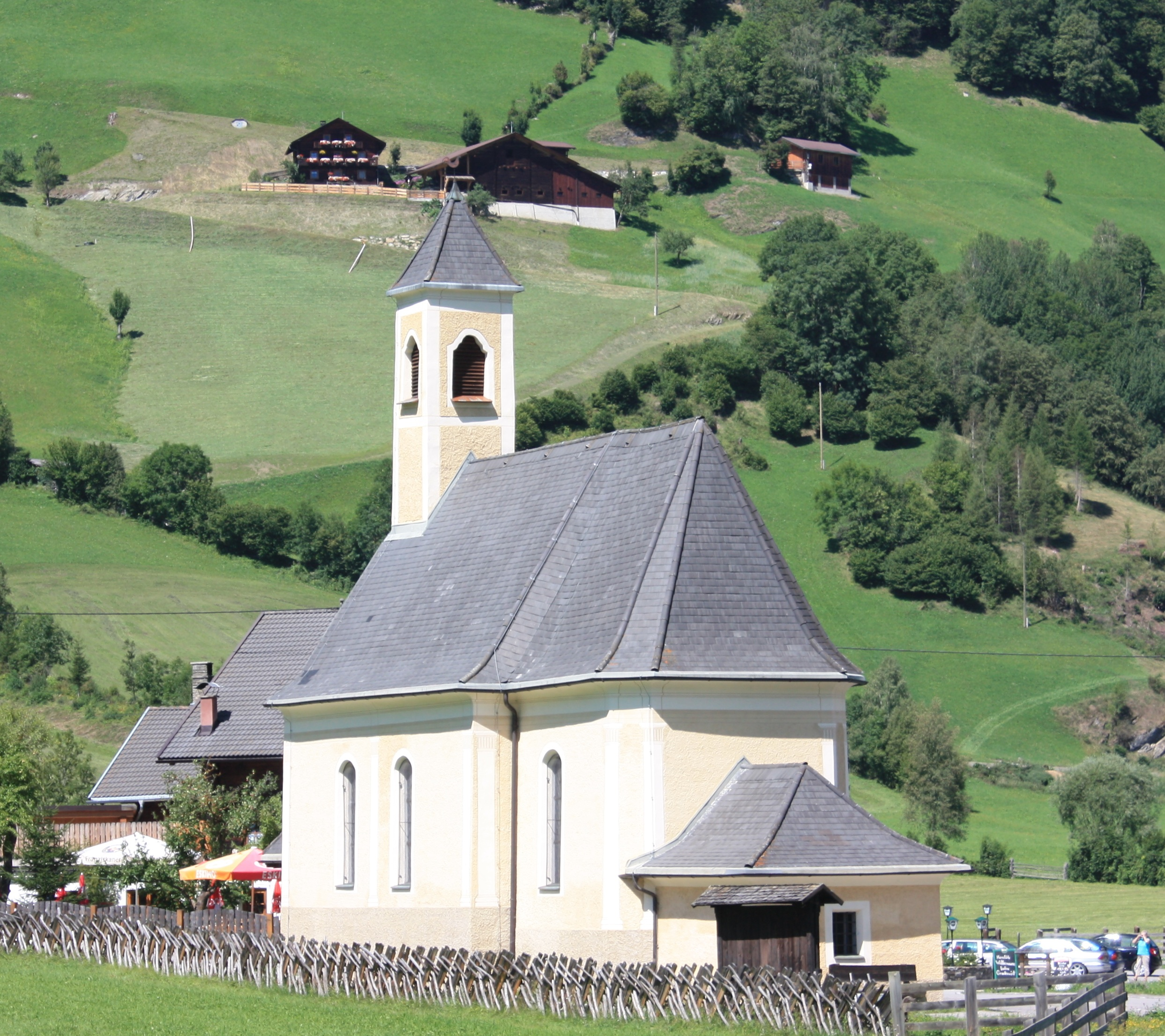
Filialkirche Putschall

Die 1809 errichtete Filialkirche Putschall in der Gemeinde Großkirchheim gehört zur Pfarre Sagritz und ist Maria Hilf geweiht.

## Beschreibung
Die einfache klassizistische Kirche besteht aus einem quadratischen Chor, einem einschiffigen, zweiachsigen Langhaus mit Dachreiter und einer 1969 angebauten Vorhalle. Bei der Restaurierung 1997 wurde das klassizistische Fassadendekor mit gravierter Pilastergliederung wieder hergestellt.
Im Langhaus wölbt sich eine Flachkuppel über vier eingestellte Bögen. Der Raum wird durch ionische Pilaster mit Zopfdekor gegliedert. Im Eingangsjoch ist eine einschwingende Empore eingebaut. Ein gemalter Baldachin aus dem 19. Jahrhundert dekoriert die Altarkonche. Das Deckengemälde im Schiff zeigt die Marienkrönung sowie die vier Evangelisten in Medaillons.
Der kleine Altar birgt im barocken Schrein einen Madonnenfigur aus dem 15. Jahrhundert. Darüber ist ein barockes Kruzifix angebracht. Weiters ist am Altar ein Mariahilfbild in neobarocker baldachinartiger Rahmung aufgestellt.
Zur Ausstattung der Kirche gehören eine Schnitzfigur mit Christus an der Säule aus dem 18. Jahrhundert sowie Konsolfiguren der Heiligen Johannes Nepomuk, Antonius von Padua, Georg und Ulrich aus der zweiten Hälfte des 18. Jahrhunderts. Die Kreuzwegbilder entstanden um 1700.